# Black Sheep - Pecore assassine
Black Sheep - Pecore assassine (Black Sheep) è un film del 2006 diretto da Jonathan King.
Lo stile adottato nella pellicola è molto simile ai film splatter degli anni ottanta di Peter Jackson, come Fuori di testa e Splatters - Gli schizzacervelli, ma soprattutto ai B-movie di fantascienza degli anni cinquanta. Gli effetti speciali sono stati curati dalla Weta Digital.

## Trama
Henry Oldfield, ragazzo di città, decide di far ritorno alla fattoria Glenolden, sita tra le colline neozelandesi, di proprietà della sua famiglia da generazioni, ora gestita da lui e dal fratello Angus. Henry da tempo vive lontano della campagna a causa della sua fobia per gli ovini, contratta in seguito ad un cattivo scherzo fattogli dal fratello anni prima. Lo scopo della visita è di cedere la sua parte di fattoria ad Angus, che intanto sperimenta nuove tecniche di allevamento e all'oscuro di Henry conduce esperimenti genetici sulle pecore.
Dopo aver ricevuto da Angus il denaro per la vendita della sua porzione di fattoria, Henry rincontra la signora Mac, la governante, che gli propone di seguire il fattore Tucker fino al pascolo dove quattordici anni prima era morto il padre dei fratelli Oldfield, cadendo da un precipizio nel tentativo di salvare una delle sue pecore. In un primo momento Henry è incerto e timoroso, ma in seguito si lascia convincere e parte con Tucker. Durante il tragitto che li separa dalla casa al pascolo, i due sono costretti a scendere dal furgone su cui viaggiano a causa di una pecora uscita fuori dal recinto. Mentre il fattore tenta di spostare l'animale, però, sopraggiunge l'animalista Experience, che sottrae il fucile conservato nel veicolo e minaccia di sparare se Henry e Tucker se non gli forniranno informazioni circa Grant, il suo compagno di cui ha perso le tracce.
Poco tempo prima, infatti, Grant, anch'egli convinto animalista, si era intrufolato nei laboratori della fattoria e aveva rubato una sorta di feto di agnello mutante che una volta uscito dal suo contenitore lo aveva morso ed era fuggito via infettando alcune pecore dei pascoli vicini.
I due, sorpresi, rivelano di essere ignari delle sperimentazioni genetiche che si svolgono nei paraggi e raggirando la ragazza Tucker riesce a rimpadronirsi dell'arma. Mentre i tre fanno ritorno sul furgone, però, decidono di entrare in una casa vicina, dalla quale fuoriesce del fumo. Scoprono, così, che il fumo è causato da del cibo lasciato sul fornello dal padrone di casa, che trovano in camera, morto e con delle profonde mutilazioni. A ucciderlo è stata una pecora infetta, che trovandosi ancora nella casa aggredisce i ragazzi che riescono a salvarsi chiudendosi in una stanza e sparando alla creatura. Sconcertati dall'accaduto, i protagonisti decidono di andare a dare la notizia delle pecore assassine ad Angus, ma sono costretti a ritornare a piedi poiché il furgone da loro utilizzato cade nel precipizio mentre i tre tentano di fuggire da un'altra pecora.
Henry, Experience e Tucker arrivano così nei pressi del laboratorio, dove si rifugiano quando vedono arrivare un gregge di pecore assassine. Lì scoprono gli orribili esperimenti genetici che gli scienziati conducono sugli ovini. Intanto anche Angus arriva in laboratorio, assieme ad una degli scienziati, la dottoressa Rush, e scoperto il fratello, gli intima di andarsene; lui si oppone ma è costretto a scappare con Experience quando Tucker viene sedato con un'iniezione e gli viene sottratto il fucile. Fuori le pecore sono ancora in agguato e i due, inseguiti da esse, si gettano in un buco nei paraggi, usato dagli scienziati come scarico per i rifiuti dei loro esperimenti.
Angus, nel frattempo fa ritorno alla fattoria, dove lo attendono alcune delegazioni per assistere alla presentazione della nuova razza di pecora che è riuscito ad ottenere. Nel laboratorio, invece, gli scienziati si accorgono che il piede di Tucker sta iniziando ad assumere l'aspetto della zampa di un ovino (a causa di un morso di pecora) e iniziano a sperimentare degli antidoti per cercare di controllare il fenomeno.
Dopo aver avuto un incontro con Grant, che nel frattempo si era trasformato in un feroce “uomo-pecora”, Henry ed Experience riescono a ritornare alla fattoria, dove assistono all'assalto alle delegazioni che partecipavano alla presentazione da parte di greggi di pecore assassine. Anche in questo caso scampano dalle grinfie delle feroci bestie e si chiudono in casa assieme alla signora Mac. Con loro si rifugia anche Angus e la pecora ottenuta in laboratorio e, ancora convinto che le ricerche sugli animali siano il futuro dell'allevamento, isola i collegamenti telefonici per tentare di nascondere ai media ciò che sta accadendo e fuggire dal luogo.
Intanto cala la notte e la fattoria è invasa da pecore assassine e dagli uomini trasformati in “uomini-pecora” in seguito agli attacchi delle prime.
Successivamente, scoperto da Henry, Angus rivela che per ottenere quella nuova tipologia di ovino il suo DNA è stato mescolato con quelli di una pecora, il che spiega anche il comportamento protettivo e paterno nei confronti dell'animale. Inoltre, Henry, durante il colloquio, nota che la mano del fratello sta iniziando a diventare simile a quella di una pecora e lo avverte dicendogli che è destinato a diventare anch'egli un “uomo-pecora”. Angus, infatti, ammette che era stato morso, durante il pomeriggio, da un hippy (Grant), ma non curante di ciò esce da casa assieme all'esemplare geneticamente modificato e si prepara a partire con il suo aereo. Preoccupato per il fatto che Angus potrà diffondere il morbo nell'intero paese Henry lo insegue, mettendosi addosso un vello che conservavano in casa per passare inosservato tra le pecore assassine. Intanto la trasformazione di Angus in “uomo-pecora” si completa proprio mentre sta mettendo in moto le eliche dell'aereo.
Henry riesce, poi, ad ammansire il fratello grazie all'aiuto di un cane da pastore accorso in suo aiuto. Angus immobilizzato dal cane, viene lacerato dalle pale del suo aereo, che intanto aveva iniziato a muoversi lungo la pista d'atterraggio, e cade a terra tramortito. In quel momento sopraggiunge anche Tucker (fuggito da laboratorio dopo la morte degli scienziati, dovuta all'aggressione di alcune pecore) che somministra un antidoto ad Angus e allo stesso Henry, che intanto, stava iniziando a trasformarsi in un uomo-pecora essendo stato morso in precedenza.
Infine Henry, Tucker, Experience e la signora Mac grazie all'aiuto del cane pastore riescono a radunare e a chiudere le pecore dentro un ovile. Mentre, però, stanno discutendo su come liberarsi delle creature, i quattro vengono raggiunti da Angus, che nonostante le considerevoli ferite si regge ancora in piedi. Egli, ribadendo il fatto che la modificazione genetica è il futuro dell'allevamento, entra nell'ovile per recuperare l'amata pecora, la quale però gli si scaglia contro e lo trascina dentro la struttura, dove viene sbranato e ucciso dal gregge.
Alla fine Henry, vedendo le numerose flatulenze prodotte dagli ovini, decide di eliminarle buttando dentro l'ovile il suo accendino. L'idea ha un buon esito e la struttura esplode assieme alle numerose bestie.
Il film si conclude con i quattro protagonisti che fanno tornare Grant e gli uomini-pecora sopravvissuti umani con l'antidoto e decidono di dare un nuovo volto alla fattoria Glenolden, abbandonando i vecchi metodi basati sulla modificazione genetica e aprendosi ai metodi d'allevamento naturali e biologici. Ma ciò non basterà a far sparire tutte le tracce della strana razza di pecore: l'ultima scena mostra il cane, che era stato morso da una delle pecore, mentre emette un belato.

## Distribuzione
Il film è uscito nelle sale cinematografiche neozelandesi il 29 marzo 2007, e in quelle italiane il 19 settembre 2008. In Nord America, la distribuzione cinematografica è stata organizzata dalla The Weinstein Company e IFC Films. In Spagna, la Manga Films ha distribuito il film in contemporanea con Severance - Tagli al personale, optando per un'operazione commerciale simile a Grindhouse. Per lanciare l'edizione italiana, la RTI ha distribuito diverse locandine, caratterizzate da slogan ironici:

## Riconoscimenti
- Corvo d'Argento al BIFFF (2007)
- Premio della Giuria al Fantastic'Arts (2007)
- Audience Prize al Fantastic'Arts (2007)
- Best Dramatic Presentation - Long Form Award al Sir Julius Vogel Award (2007)